# Janmashtami

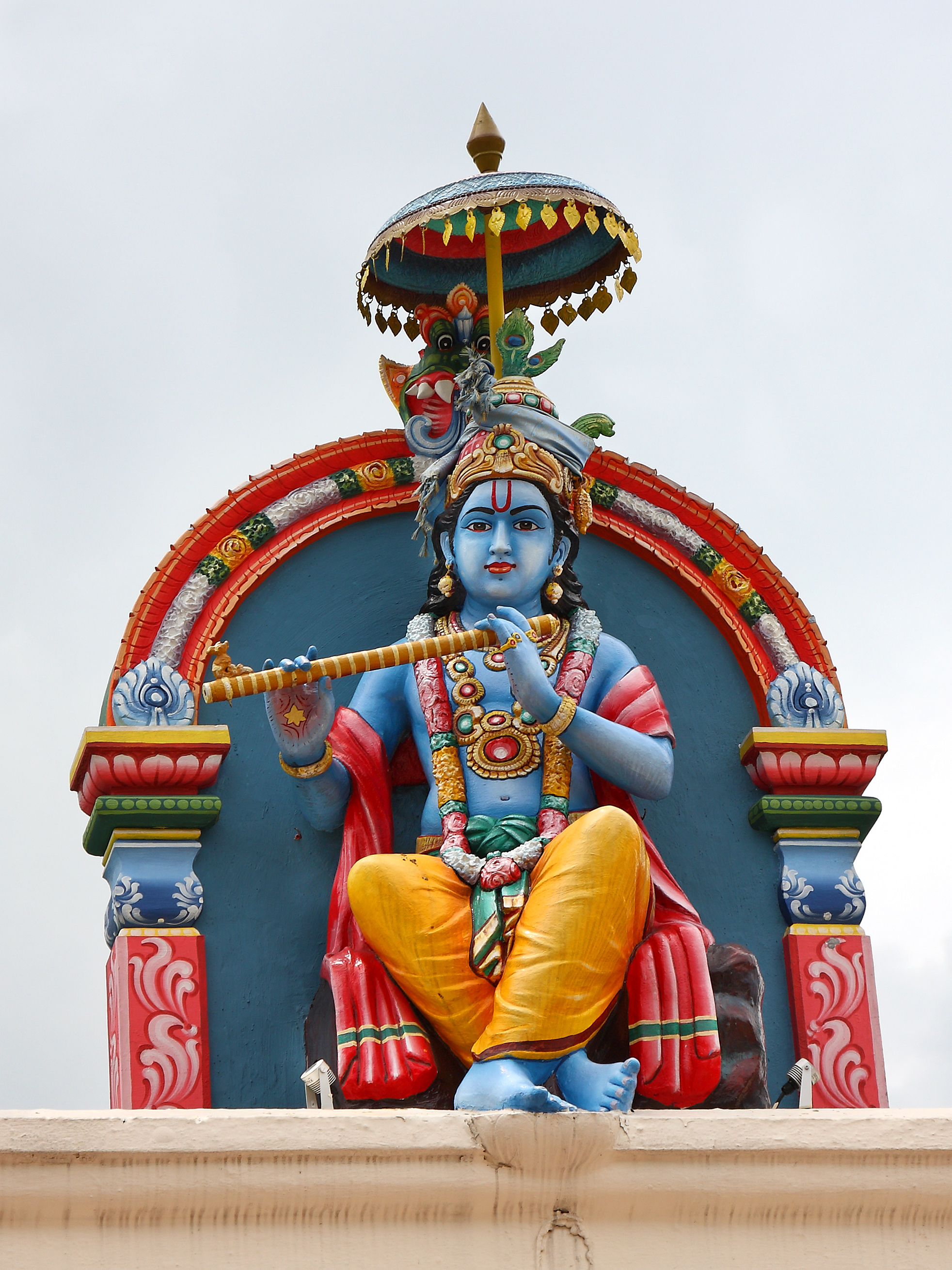
Une statue de Krishna en Asie.

Le Janamashtami ou Krishna Janamashtami ou Krishna Jayanti est l'anniversaire de naissance de Krishna, l'avatar de Vishnu dans l'hindouisme.
Krishna Janamashtami est célébré le huitième jour de la lune à moitié sombre du mois hindou de Sravana soit en juillet-août. Le prasād, c'est-à-dire de la nourriture, est offert ainsi que des fleurs à ce dieu très populaire en Inde. Janamashtami signifie la naissance du huitième, car entre autres Krishna est le huitième avatar de Vishnu.